# Sphenomorphus taiwanensis
Sphenomorphus taiwanensis är en ödleart som beskrevs av  Chen och LUE 1987. Sphenomorphus taiwanensis ingår i släktet Sphenomorphus och familjen skinkar. Inga underarter finns listade i Catalogue of Life.